# COVID-19 Genomics UK Consortium
COVID-19 Genomics UK Consortium (COG-UK) — група агенцій охорони здоров'я та наукових установ Великої Британії, створена в квітні 2020 року для збору, секвенування та аналізу геномів SARS-CoV-2 в рамках протидії пандемії COVID-19. До консорціуму увійшли чотири британські агенції охорони здоров'я, організації Національної служби охорони здоров'я, академічні партнери та Інститут Велкома Сенгера. Консорціум став відомий тим, що в листопаді 2020 року вперше ідентифікував Альфа-варіант SARS-CoV-2 (на той час він називався Variant of Concern 202012/01). Станом на січень 2021 року 45 % усіх послідовностей SARS-CoV-2, завантажено в базу даних секвенування GISAID, походили від COG-UK.
У квітні 2021 року COVID-19 Genomics UK Consortium розпочав запланований перехід секвенування до використання всередині країни із завершенням цього процсу до вересня 2021 року. Консорціум заявив, що їх пріоритетами після цього переходу є зв'язок даних, дослідження та міжнародне навчання.

## Вплив консорціуму
Раннє та широкомасштабне скоординоване національне секвенування геномів вірусу SARS-CoV-2 разом із відкритим та швидким обміном геномними даними мало такий вплив на перші 12 місяців заходів боротьби з пандемією COVID-19:
1. Уможливлення ідентифікації та моніторингу «Варіантів, що викликають занепокоєння» та «Варіантів, які спостерігаються», для інформування щодо дій у сфері охорони здоров'я та прийняття політичних рішень.[5]
2. Відстеження появи та поширення COVID-19 для інформування про прикордонний контроль, боротьбу зі спалахами та політику охорони здоров'я.[11]
3. Сприяння ключовим дослідженням COVID-19 у Великій Британії:
  - Дослідження COG-UK HOCI (Hospital-Onset COVID-19 Infections)[12]
  - Огляд національної статистики (ONS) COVID-19 Infection Survey (CIS)[13]
  - Дослідження «Оцінка місцевої передачі вірусу в реальному часі» (REACT)[14]
  - Дослідження Vivaldi[15]
  - Дослідження вакцини Oxford–AstraZeneca[16]
  - Дослідження вакцини Novavax[17]
4. Подальше розуміння біології та еволюції вірусу SARS-CoV-2 для спрямування напрямку методів лікування, розробки вакцин і діагностики.[18]
5. Посилення заходів проти пандемії шляхом швидкого оприлюднення даних про геном і розробки ефективних і рентабельних протоколів секвенування та інструментів аналізу публічних даних у відкритому доступі.[19]

У квітні 2021 року консорціум оголосив про свої стратегічні пріоритети на наступні 12 місяців:
1. Підвищити цінність даних про послідовність вірусного геному за рахунок більш широкого зв'язку даних, включаючи дані про геном людини та набори клінічних даних
2. Продовжити подальший розвиток досліджень передачі SARS-CoV-2, варіантів, методів та інструментів аналізу
3. Координувати глобальну навчальну програму геноміки SARS-CoV-2

## Структура
COVID-19 Genomics UK Consortium підтримувався фінансуванням у розмірі 20 мільйонів фунтів стерлінгів від міністерства охорони здоров'я та соціального забезпечення, управління досліджень та інновацій Великої Британії та Інституту Велкома Сенгера. 16 листопада 2020 року консорціум також отримав підтримку Інноваційного фонду тестування міністерства охорони здоров'я та соціального забезпечення, щоб сприяти секвенуванню геному, необхідному для розробки заходів на зростаючу кількість випадків COVID-19 у Великій Британії в зимовий період.
Партнерами в консорціумі були Інститут Сенгера, «Quadram Institute» та ще 15 університетів, включаючи Королівський університет Белфасту, Бірмінгемський університет, Кардіффський університет, Кембриджський університет, Единбурзький університет, Ексетерський університет, Університет Глазго, Ліверпульський університет, Нортумбрійський університет, Ноттінгемський університет, Оксфордський університет, Портсмутський університет, Університетський коледж Лондона, Імперський коледж Лондона та Шеффілдський університет.

## Ключова особа
Першим ініціатором і виконавчим директором консорціуму є Шерон Пікок, професор і мікробіолог Кембриджського університету. Від початку пандемії до вересня 2021 року Пікок була відряджена на неповний робочий день у службу охорони здоров'я Англії як директор з науки, де вона зосереджувалася на розробці секвенування патогенів через COVID-19 Genomics UK Consortium.

## Події
Під час пандемії COVID-19 широко використовувалися інструменти, розроблені членами консорціуму, зокрема, наприклад, «Phylogenetic Assignment of Named Global Outbreak Lineages» (PANGOLIN) і «COG-UK Mutation Explorer». Альфа-варіант SARS-CoV-2 був виявлений у листопаді 2020 року консорціумом «COVID-19 Genomics UK Consortium», і цей варіант став предметом тогочасних досліджень британськими агенціями охорони здоров'я, координованими Службою охорони здоров'я Англії та за підтримки «COVID-19 Genomics UK».
До грудня 2020 року кількість послідовностей, завантажених у GISAID COVID-19 Genomics UK Consortium, становила трохи менше 5 % усіх випадків COVID-19 у Великій Британії, порівняно з 3,2 % у США і 60 % в Австралії. Приблизно 60 % з них були секвеновані в Інституті Велкома Сенгера, і консорціум COVID-19 Genomics UK Consortium, як повідомляється, зрозумів «генетичну історію понад 150 тисяч зразків вірусу SARS-CoV-2».
За даними веб-сайту COVID-19 Genomics UK Consortium, до грудня 2021 року у Великій Британії секвенувала понад 1,8 мільйона геномів SARS-CoV-2.

## Вибрані публікації
- Lo, Stephanie W.; Jamrozy, Dorota (20 July 2020). «Genomics and epidemiological surveillance». Nature Reviews. Microbiology: 1. doi:10.1038/s41579-020-0421-0.ISSN 1740-1526. PMC 7371787. PMID 32690878. (англ.)
- Meredith, Luke W.; Hamilton, William L.; Warne, Ben; Houldcroft, Charlotte J.; Hosmillo, Myra; Jahun, Aminu S.; Curran, Martin D.; Parmar, Surendra; Caller, Laura G.; Caddy, Sarah L.; Khokhar, Fahad A. (1 листопада 2020). «Rapid implementation of SARS-CoV-2 sequencing to investigate cases of health-care associated COVID-19: a prospective genomic surveillance study». The Lancet Infectious Diseases. 20 (11): 1263—1271. doi:10.1016/S1473-3099(20)30562-4. ISSN 1473-3099. PMID 32679081. (англ.)
- da Silva Filipe, Ana; Shepherd, James G.; Williams, Thomas; Hughes, Joseph; Aranday-Cortes, Elihu; Asamaphan, Patawee; Ashraf, Shirin; Balcazar, Carlos; Brunker, Kirstyn; Campbell, Alasdair; Carmichael, Stephen (січень 2021). «Genomic epidemiology reveals multiple introductions of SARS-CoV-2 from mainland Europe into Scotland». Nature Microbiology. 6 (1): 112—122. doi:10.1038/s41564-020-00838-z. ISSN 2058-5276. (англ.)
- Emary, Katherine R. W.; Golubchik, Tanya; Aley, Parvinder K.; Ariani, Cristina V.; Angus, Brian; Bibi, Sagida; Blane, Beth; Bonsall, David; Cicconi, Paola; Charlton, Sue; Clutterbuck, Elizabeth A. (10 April 2021). «Efficacy of ChAdOx1 nCoV-19 (AZD1222) vaccine against SARS-CoV-2 variant of concern 202012/01 (B.1.1.7): an exploratory analysis of a randomised controlled trial». The Lancet. 397 (10282): 1351—1362. doi:10.1016/S0140-6736(21)00628-0. ISSN 0140-6736. PMC 8009612. PMID 33798499. (англ.)
- Nicholls, Samuel M.; Poplawski, Radoslaw; Bull, Matthew J.; Underwood, Anthony; Chapman, Michael; Abu-Dahab, Khalil; Taylor, Ben; Colquhoun, Rachel M.; Rowe, Will P. M.; Jackson, Ben; Hill, Verity (1 July 2021). «CLIMB-COVID: continuous integration supporting decentralised sequencing for SARS-CoV-2 genomic surveillance». Genome Biology. 22 (1): 196. doi:10.1186/s13059-021-02395-y. ISSN 1474-760X. PMC 8247108. PMID 34210356. (англ.)
- Vöhringer, Harald S.; Sanderson, Theo; Sinnott, Matthew; De Maio, Nicola; Nguyen, Thuy; Goater, Richard; Schwach, Frank; Harrison, Ian; Hellewell, Joel; Ariani, Cristina V.; Gonçalves, Sonia (грудень 2021). «Genomic reconstruction of the SARS-CoV-2 epidemic in England». Nature. 600 (7889): 506—511. doi:10.1038/s41586-021-04069-y. ISSN 1476-4687. PMC 8674138. PMID 34649268. (англ.)